# Cene
Cene – miejscowość i gmina we Włoszech, w regionie Lombardia, w prowincji Bergamo.
Według danych na styczeń 2009 gminę zamieszkiwało 4212 osób przy gęstości zaludnienia 491,5 os./1 km².